# Saiki Kusuo – Kẻ siêu năng khốn khổ
Saiki Kusuo no Psi-nan (Nhật: 斉木楠雄のΨ難 Hepburn: Saiki Kusuo no Sai-nan, tạm dịch: Khổ nạn của Saiki Kusuo), còn được gọi ngắn là Sai-Psi (斉Ψ Sai-sai) ở Nhật Bản là một bộ manga được viết và minh họa bởi Asō Shūichi. Bộ truyện được phát hành nối tiếp bởi Weekly Shōnen Jump của Shueisha vào tháng 6 năm 2012. Một bộ phim truyền hình anime được phát sóng từ ngày 4 tháng 7 năm 2016 đến ngày 28 tháng 12 năm 2018. Phim người đóng được đạo diễn bởi Fukuda Yuichi với diễn viên chính Yamazaki Kento tại Columbia Pictures (Sony Pictures Entertainment Japan) và Asmik Ace phát hành vào ngày 21 tháng 10 năm 2017. Một bộ anime tiếp theo gồm sáu tập có tựa đề Saiki Kusuo no Psi-nan: Shidō-hen, được công chiếu trên Netflix vào ngày 30 tháng 12 năm 2019.
Tác phẩm được Nhà xuất bản Kim Đồng ấn hành bản tiếng Việt tại Việt Nam vào tháng 1 năm 2021 dưới nhan đề Saiki Kusuo – Kẻ siêu năng khốn khổ.

## Cốt truyện
Saiki Kusuo là một học sinh trung học, người được sinh ra có siêu năng lực đặc biệt có thể kể đến như niệm lực và dịch chuyển tức thời. Nhưng anh che giấu sức mạnh của mình với mọi người ở trường vì muốn cuộc sống yên ổn. Không hiểu do may mắn hay xui xẻo mà anh chàng cứ gặp đủ thứ chuyện trên trời dưới đất, buộc anh phải trổ đủ 72 phép thần thông biến hóa để che giấu sự bất thường của mình.

## Nhân vật

### Gia đình Saiki

###### Saiki Kusuo (斉木 楠雄,Kusuo Saiki)
Lồng tiếng bởi: Hiroshi Kamiya
Saiki là một học sinh cao trung sở hữu siêu năng lực bẩm sinh, có thể dịch chuyển tức thời, di chuyển đồ vật và nhiều siêu năng lực khác. Do càng lớn thì sức mạnh càng tăng, cậu phải đeo hai thiết bị điều chế sức mạnh trên đầu. Cậu thường xuyên đeo một cặp kính màu xanh mọi lúc, nếu không những ai nhìn trực tiếp vào mắt cậu sẽ lập tức bị hóa đá. Thay vì cảm thấy siêu năng lực là một thứ trời ban, cậu lại nghĩ đây là một thứ phiền toái và mong muốn siêu năng lực biến mất. Saiki rất lạnh lùng, không hay bày tỏ cảm xúc vì cậu có thể đọc suy nghĩ của người khác.
Saiki Kusuke (斉木 空助, Kūsuke Saiki)
Lồng tiếng bởi: Nojima Kenji
Cậu là anh trai của Saiki Kusuo và là con trai đầu của gia đình Saiki. Là một thiên tài, tiến sĩ bác học và cậu đang theo học tại trường đại học nổi tiếng Cambridge. Kusuke bị ám ảnh bởi Kusuo, thích sự chú ý và là một người ích kỉ. Sau khi tốt nghiệp đại học, cậu chuyển về sống với ông bà ngoại.

###### Saiki Kuniharu (斉木 國春,Kuniharu Saiki)
Lồng tiếng bởi: Iwata Mitsuo
Ông là bố của Saiki, hiện tại đang bấp bênh và bế tắc về công việc đến nỗi phải liếm giày cho sếp mình. Hay nhờ Saiki sử dụng siêu năng lực giúp làm nhiều chuyện riêng.

###### Saiki Kurumi (斉木 久留美,Kurumi Saiki)
Lồng tiếng bởi: Aikawa Rikako
Bà là mẹ của Saiki, một người nội trợ đảm đang và tốt bụng. Khi nổi giận sẽ làm cho tất cả mọi người trong gia đình sợ hãi (bao gồm Saiki). Rất yêu thương chồng và gia đình. Hay gọi Saiki là bé Ku.
Ông bà của Kusuo
Lồng tiếng bởi: Koichi Yamadera (Kumagoro) và Rie Tanaka (Kumi)
Kumagoro Saiki và Kumi Saiki là ông bà ngoại của Kusuo. Kumagoro (ông ngoại) có tính cách tsundere điển hình, ngoài cứng rắn nhưng trong mềm mại. Ông rất quý con gái nhưng lại không ưa con rể, thường xuyên đánh đập hoặc đuổi thằng con đi chạy việc vặt. Ông muốn hiểu rõ hơn về cháu trai mình. Kumi (bà ngoại) hành động khá trẻ so với tuổi, thích lựa chọn quần áo thời trang và cách nói gyaru (gal) của mình. Trong anime, họ được lồng tiếng bởi Koichi Yamadera và Rie Tanaka (cả hai đã lấy nhau).

### Học viện PK

###### Kaido Shun (海藤 瞬,Shun Kaidō)
Lồng tiếng bởi: Shimazaki Nobunaga
Một học sinh mắc hội chứng chuunibyou. Tự nhận bản thân là Hắc Dực và cho rằng thế giới sắp bị tổ chức Dark Reunion xâm chiếm. Dù mắc hội chứng rất nặng nhưng cậu vẫn đối xử rất tốt và hòa đồng với mọi người.

###### Nendo Riki (燃堂 力,RikiNendō)
Lồng tiếng bởi: Ono Daisuke
Đầu óc rỗng tuếch, là người mà Saiki không đọc được suy nghĩ vì chả nghĩ gì bao giờ. Do có gương mặt đáng sợ nên trẻ con rất sợ khi đến gần cậu. Saiki không thích thân thiết quá mức với Riki vì không thể biết được hành động tiếp theo của cậu ta.

###### Teruhashi Kokomi (照橋 心美,KokomiTeruhashi)
Lồng tiếng bởi: Kayano Ai
Một cô nàng bị mắc bệnh ảo tưởng sức mạnh, cho rằng mình luôn hoàn hảo về mọi mặt, được mọi người yêu quý trừ Saiki. Saiki đọc được những suy nghĩ ảo tưởng của cô nên quyết định lơ cô đi. Điều đó làm cô cố gắng tạo sự chú ý với Saiki, rồi dần dần nảy sinh tình cảm.

## Phương tiện truyền thông

### Manga
Bộ truyện được phát hành nối tiếp bởi tạp chí Weekly Shonen Jump của Shueisha vào ngày 14 tháng 5 năm 2012. Tập tankōbon đầu tiên được xuất bản vào ngày 4 tháng 9 năm 2012, với tổng cộng 25 tập được phát hành vào tháng 4 năm 2018. Series kết thúc vào ngày 26 tháng 2 năm 2018. Shueisha sau đó tiết lộ rằng phần yonkoma tiếp theo sẽ bắt đầu phát hành nối tiếp vào ngày 5 tháng 3 năm 2018.  Asō cũng đã xuất bản một one-shot manga trong ấn bản mùa hè 2018 đầu tiên của Shueisha's Jump Giga vào ngày 25 tháng 5, và một chương khác vào ngày 26 tháng 7 năm 2018.Shueisha đã tổng hợp 281 chương của bộ truyện thành hai mươi sáu tập tankōbon, xuất bản từ ngày 4 tháng 9 năm 2012 đến ngày 3 tháng 8 năm 2018.
Saiki đã có nhiều sự giao thoa với các nhân vật truyện tranh Weekly Shōnen Jump khác như Gin Tama và Lớp học ám sát, trong đó anh đã được Koro-sensei hướng dẫn các nghi thức trà đạo ở chương 40 và 62.

### Light novel
Vào ngày 4 tháng 5 năm 2013, một cuốn light novel có tựa đề Saiki Kusuo no Psi-nan - Extra Story of Psychics đã được phát hành, tiếp theo là Saiki Kusuo no Psi-nan - Extra Story of Psychics 2 vào tháng 7 năm 2014.

### Anime
Một bộ flash anime dựa trên manga đã bắt đầu phát hành trên Jump Live từ ngày 4 tháng 8 năm 2013.
Một bản chuyển thể truyền hình anime đã được công bố trên tạp chí Weekly Shōnen Jump số 23 năm 2016. J.C.Staff và Egg Firm là đơn vị sản xuất chuyển thể, được đạo diễn bởi Sakurai Hiroaki, biên kịch là Yokote Michiko và thiết kế nhân vật được giao cho Onji Masayuki. Bộ phim bắt đầu phát sóng vào ngày 4 tháng 7 năm 2016 trên TV Tokyo, với một tập phát sóng vào mỗi buổi sáng trong tuần, sau đó là một tập tổng hợp vào cuối mỗi tuần, bộ này sẽ bao gồm tổng cộng một trăm hai mươi tập, cùng với hai mươi bốn tập tổng hợp trên Oha Suta. Các bài hát chủ đề mở đầu là "Seishun wa Zankoku janai" (青春は残酷じゃない dịch: Thanh xuân không phải là tàn khốc)  bởi Hanae Natsuki, "Sai-Sai-Saikōchō!" (最Ψ最好調！ Điều thuận lợi nhất!) bởi Denpagumi.inc từ tập thứ mười ba trở đi và "Saihakkenden!" (Ψ発見伝！)  của Denpagumi.inc từ phần hai, trong khi bài hết chủ đề kết thúc cũng được sử dụng cho các tập ngắn là "Psi desu - I Like You" (Ψです I LIKE YOU)  bởi Denpagumi.inc. Từ tập thứ mười ba trở đi, bài hát chủ đề kết thúc là "Kokoro" (こころ Trái tim)  của Hanae. Từ mùa thứ hai, bài hát chủ đề kết thúc là "Saihakkenden!" (Ψ発見伝！)  của Denpagumi.inc. Bộ phim được phát hành rộng rãi bởi Funimation - đơn vị đã phát hành bản lồng tiếng Anh vào ngày 7 tháng 8 năm 2016.
Phần thứ hai gồm 24 tập được công chiếu từ tháng 1 đến tháng 6 năm 2018. Trong tập cuối cùng của mùa thứ hai, một phần kết thúc đặc biệt của anime đã được tiết lộ và nó công chiếu vào ngày 28 tháng 12 năm 2018.
Vào ngày 24 tháng 3 năm 2019, đã có thông báo rằng một bộ anime mới sẽ được phát hành trên Netflix, với dàn diễn viên và nhân sự trở lại để thực hiện vai trò của họ. Với nhan đề Saiki Kusuo no Psi-nan: Psi-shidō Hen, loạt phim mới gồm 6 tập được công chiếu vào ngày 30 tháng 12 năm 2019 trên Netflix trên toàn thế giới. Mặc dù loạt phim hoạt hình mới không phải là một phần đầy đủ, Netflix chính thức liệt kê phần khởi động lại là phần thứ tư trên nền tảng phát trực tuyến của họ, trong khi phần kết thúc đặc biệt được liệt kê là phần thứ ba.

### Trò chơi điện tử
Một trò chơi video có tên Saiki Kusuo no Psi-nan: Shijō Psi Dai no Psi-nan!? đã được công bố trên tạp chí Weekly Shōnen Jump số 32 năm 2016. Trò chơi được phát triển bởi Bandai Namco Studios và được xuất bản bởi Bandai Namco Entertainment cho máy chơi game cầm tay Nintendo 3DS. Nó được phát hành vào ngày 10 tháng 11 năm 2016 tại Nhật Bản.
Một trò chơi chuyển thể video khác, 斉 木 楠 の Ψ, là một trò chơi phòng thủ tháp cho điện thoại di động được công bố tại Jump Festa 2018. Nó được phát hành vào ngày 16 tháng 4 năm 2018 tại Nhật Bản.
Saiki Kusuo cũng xuất hiện như một nhân vật điều khiển được trong trò chơi chiến đấu crossover J-Stars Victory VS phát hành vào năm 2014. Bản phát hành ở Châu Âu và Bắc Mỹ đánh dấu bản phát hành đầu tiên của Saiki Kusuo no Psi-nan bên ngoài Nhật Bản.